# جبل غرغيز
جبل غرغيز و يُدعى أيضا جبل بوعنان هو جبل محاذي لمدينة تطوان المغربية. يبلغ ارتفاع جبل غرغيز حوالي 1700 متر و يقع قرب المنطقة الزرقاء بتطوان، شمال المغرب.